# ポレン・ウスルペフリワン
ボレン・ウスルペフリワン・ウンヴェル（Polen Uslupehlivan Ünver、女性、1990年8月27日 - ）は、トルコの元バレーボール選手。アダナ出身。元トルコ代表。

## 来歴
2011年、トルコ代表に初選出される。同年のヨーロッパリーグでは銀メダル、欧州選手権では銅メダルを獲得した。
2012年、ロンドン五輪欧州大陸予選で本大会の出場権獲得に貢献し、同年6-7月のワールドグランプリでは銅メダルを獲得した。同年8月、ロンドンオリンピックに出場した。
2012-13シーズンはワクフバンクで木村沙織とチームメイトであった。同シーズンで欧州チャンピオンズリーグ、トルコリーグ、トルコカップの3冠を果たした。
2014年、イタリアで開催された世界選手権に出場した。同年、フェネルバフチェに移籍した。2015年のモントルーバレーマスターズ、ヨーロッパゲームズで金メダルを獲得した。
2023年に現役引退。

## 球歴
- オリンピック - 2012年（9位タイ）
- 世界選手権 - 2014年（9位）
- ワールドグランプリ - 2012年（3位）、2013年（8位）、2015年
- 欧州選手権 - 2011年（3位）

## 所属クラブ
- ワクフバンク・テュルクテレコム（2008-2010年）
- ニルフェル・ベレディイェスポル（2010-2012年）
- ワクフバンク・テュルクテレコム（2012-2014年）
- フェネルバフチェ（2014-2019年）
- PTT Spor（2019-2020年）
- トゥルク・ハヴァ・ヨラーリ（2020-2023年）